# Високошвидкісна залізниця Анкара — Сівас
Високошвидкісна залізниця Анкара — Сівас  (тур. Ankara–Sivas yüksek hızlı demiryolu) — швидкісна залізниця в Туреччині завдовжки 406 км, є другою за довжиною швидкісною залізницею в країні після високошвидкісної залізниці Анкара — Стамбул. 
Час у дорозі між Анкарою та Сівасом скорочено до 2 годин 50 хвилин 
 
з приблизно 9 годин 30 хвилин звичайними поїздами. Залізниця також є продовженням ВШЗ Анкара — Стамбул із загальним часом у дорозі від Стамбула до Сіваса близько 7 годин. 
Лінія відкрита 26 квітня 2023 року 

## Станції
| Провінція | Місто       | Відстань від Анкари | Станція         | YHT сервіс | Додаткові залізничні послуги/сполучення |
| --------- | ----------- | ------------------- | --------------- | ---------- | --- |
| Анкара    | Анкара      | 0 км                | Анкара YHT      | Ank-Siv    | TCDD Taşımacılık: Ankara Express, Başkentray, Eastern Express, İzmir Blue Train, Lake Van Express, Southern Kurtalan Express, 4 Sept. Blue Train Метрополітен Анкари: M1, Ankaray |
| Анкара    | Анкара      | 12 км               | Каяш            | Ank-Siv    | TCDD Taşımacılık: Başkentray, Eastern Express, Lake Van Express, Southern Kurtalan Express, 4 Sept. Blue Train                                                                    |
| Анкара    | Елмадаг     | 35 км               | Елмадаг YHT     |            | |
| Кириккале | Кириккале   | 76 км               | Кириккале YHT   | Ank-Siv    | |
| Йозгат    | Єркьой      | 169 км              | Єркьой YHT      |            | |
| Йозгат    | Йозгат      | 204 км              | Йозгат YHT      | Ank-Siv    | |
| Йозгат    | Соргун      | 234 км              | Соргун YHT      |            | |
| Йозгат    | Акдагмадені | 298 км              | Акдагмадені YHT |            | |
| Сівас     | Їлдизелі    | 360 км              | Їлдизелі YHT    |            | |
| Сівас     | Сівас       | 406 км              | Сівас           | Ank-Siv    | TCDD Taşımacılık: Eastern Express, Lake Van Express, Southern Kurtalan Express, 4 Sept. Blue Train                                                                                |
| Сівас     | Сівас       | 407 км              | Сівас YHT       |            | |

## Відтінки та швидкість
| Секція               | Довжина | Макс швидкість | Примітки                                                                                             |
| -------------------- | ------- | -------------- | --- |
| Анкара - Каяш        | 12 км   | 140 км/год     | |
| Каяш - Кириккале     | 62 км   | 250 км/год     | Відкрито у квітні 2023 року                                                                          |
| Кириккале - Єркьой   | 79 км   | 250 км/год     | Відкрито в лютому 2023 року, спочатку як служба евакуації жертв землетрусу в Кахраманмараш 2023 року |
| Єркьой - Сівас       | 253 км  | 250 км/год     | Відкрито в лютому 2023 року, спочатку як служба евакуації жертв землетрусу в Кахраманмараш 2023 року |
| Відтінок Сівас-Новий | 460 м   | 180 км/год     | Короткий відтінок від залізниці                                                                      |